# Flagellariaceae
Flagellariaceae Dumort. é uma família de plantas floríferas pertencente à ordem Poales.
São plantas de caules  muito flexíveis, trepadeiras, perenes, encontradas em zonas tropicais e subtropicais da África, do sudeste asiático e  do nordeste da Austrália.
O Sistema de classificação APG II (2003) agrupa as plantas desta família num único gênero, Flagellaria L.
O sistema Angiosperm Phylogeny Website também só aceita esse género.
O gênero é composto por 4 espécies:
- Flagellaria guineensis
- Flagellaria indica
- Flagellaria neo-caledonica
- Flagellaria gigantea

Na classificação clássica a família Flagellariaceae  pertence à ordem Restionales.